# كارل اوريفيليوس
كارل أوريفيليوس (بالسويدية: Carl Aurivillius)‏ (1717 - 1786 م) هو مستشرق سويدي.
كان أستاذا في جامعة أوبساله. وضع عدة مصنفات عن الكتاب المقدس ، وترجم وثائق عدة عن التركية. كما كتب بالعربية، غير أن كتاباته العربية لم تُطبع، وقيل أنه كان له خط عربي جميل.